# Pistolet IŻ-35
IŻ-35 (ros. ИЖ-35) – samopowtarzalny pistolet sportowy, na naboje .22 bocznego zapłonu produkowany przez fabrykę broni Bajkał w Iżewsku, w Rosji.

## Konstrukcja
Pistolet IŻ-35 działa na zasadzie odrzutu zamka swobodnego. Magazynek o pojemności 5 nabojów jest umieszczony w  chwycie. Pistolet wyposażono w bezpiecznik chwytowy, uniemożliwiający ściągnięcie spustu bez poprawnego chwytu w tylnej części rękojeści. Cechą charakterystyczną pistoletu jest kurek umieszczony ponad lufą, uderzający
w dół. Dzięki temu rozwiązaniu lufa znajduje się tuż ponad linią dłoni i podrzut przy strzale jest minimalny. Pistolet posiada szeroki zakres regulacji spustu – osobne regulacje rewersu, ruchu roboczego i obciążenia. Magazynki wykonane są z blachy, z plastikową stopką.

## Cechy charakterystyczne
Cechą pistoletu jest niski standard wykończenia, charakterystyczny dla produkcji krajów byłego ZSRR. Jednak części istotne z punktu widzenia celności (lufa, przyrządy celownicze, układ spustowy) są dobrej jakości, co umożliwia osiąganie bardzo dobrych wyników. Niska jakość wykończenia i konieczność indywidualnych modyfikacji chwytu są w praktyce kompensowane bardzo dobrym skupieniem i komfortem strzelania.
Pistolet produkowany jest w dwóch wersjach kolorystycznych: czarnej oksydowanej i błyszczącej – Inox.
Oryginalny chwyt pistoletu wykonany jest z drewna orzechowego, z regulowaną półką. Chwyt niestety nie jest właściwie dopasowany do anatomii ludzkiej dłoni, ale wykonany jest z zapasem pozwalającym na dopasowanie go do indywidualnych potrzeb. Umieszczenie magazynka w chwycie niestety ogranicza możliwości dopasowania go
dla osób o mniejszych dłoniach. 

## Znane usterki
Najczęstszą usterką tego pistoletu, po wystrzeleniu kilku tysięcy nabojów, jest odpalanie nabojów serią, zazwyczaj po 2–3 sztuki. Przeważnie przyczyną jest zbicie (sklepanie) czoła komory nabojowej, co skutkuje głębszym dochodzeniem zamka do komory nabojowej. W efekcie kryza łuski, która powinna mieścić się w wyżłobieniu zamka, nie chowa się w nim całkowicie i jest uderzana przez dno zamka co powoduje odpalenie naboju. Strzał może paść nawet podczas przeładowywania pistoletu. Z reguły pomaga delikatne spiłowanie dna zamka drobniuteńkim pilniczkiem. Wadą tego rozwiązania jest zaprzestanie działania bezpiecznika chwytowego co jest niedopuszczalne z punktu widzenia bezpieczeństwa użytkowania broni. Podobną usterkę można zaobserwować w niektórych egzemplarzach innego sowieckiego pistoletu sportowego – MCM Margolin. Problem występuje jednak jedynie w pistoletach świeżo przeczyszczonych, rzadsze czyszczenie broni (niewskazane w tym przypadku zwłaszcza bezpośrednio przed zawodami), zmniejsza częstotliwość występowania problemu.

## Zastosowania
Pistolet oryginalnie projektowany był jako broń wyczynowa do konkurencji ISSF. Sowiecka drużyna olimpijska  zdobyła przy jego użyciu siedem medali. Dziś konstrukcja jest uznawana za przestarzałą, ze względu na magazynek umieszczony w rękojeści, ograniczający swobodę kształtowania chwytu.
W chwili obecnej pistolet IŻ-35 jest często spotykany jako broń w zawodach strzeleckich grupy powszechnej. Wynika to z faktu, iż jest to bardzo wysokiej klasy pistolet sportowy, o doskonałych parametrach i szerokim zakresie regulacji za bardzo przystępną cenę.

## Inne wersje pistoletu
Pistolet został uznany przez firmę Walther za bardzo udaną konstrukcję i jest sprzedawany po drobnych przeróbkach (polerowanie, korekta wykończenia, alternatywny chwyt drewniany, usunięcie bezpiecznika chwytowego) jako Walther KSP 200.